# Ковачич, Миленко
Миленко Ковачич (хорв. Miljenko Kovačić; 19 марта 1973, Загреб — 20 августа 2005, Света Хелена) — хорватский футболист. За скорость своего бега и мышления получил прозвище «Сын ветра».
Выступал за несколько команд. В 1995—1996 годах в составе загребского «Динамо» стал чемпионом Хорватии. Затем играл за итальянский клуб «Брешиа». По вероисповеданию был кришнаитом. В 1998 году прервал спортивную карьеру, заявив: «У меня больше нет желания играть в футбол. Чтобы выходить на поле, нужно подчинить себя гневу и злобе, которых во мне нет. Я хочу посвятить себя земледелию, скотоводству и молитвам. Я не нападающий. И, может, никогда им и не был». Вернулся в профессиональный футбол в 2001 году, но в 2005 году прекратил играть по семейным обстоятельствам. 20 августа 2005 года погиб в мотоциклетной аварии.